# 赵红卫
赵红卫（1966年1月—），男，甘肃人，中国物理学家，中国科学院院士，现任中国科学院近代物理研究所党委书记、副所长、研究员。

## 生平
2019年当选中国科学院数学物理学部院士。